# پترو سبالوس
پترو سبالوس (به انگلیسی: Pedro Ceballos) ورزشکار مرد رشتهٔ کشتی آزاد متولد ۸ سپتامبر ۱۹۹۰ در کشور ونزوئلا است. 
او در المپیک ۲۰۱۶ ریو در وزن ۸۶ کیلو حاضر بود که در دور اول محمد زاقلول از مصر را شکست داد اما در دور بعد از عبدالرشید سعدالله‌اف کشتی‌گیر روسی شکست خورد و با توجه به حضور این کشتی‌گیر در فینال، به دیدار شانس مجدد رفت. او در مرحله شانس مجدد ایستوان ورب از مجارستان را شکست داد اما در دیدار رده‌بندی به شریف شریف‌اف کشتی‌گیر آذربایجانی باخت و پنجم شد.